# Падубовые
Па́дубовые (лат. Aquifoliáceae) — семейство цветковых вечнозелёных или листопадных кустарников или деревьев, распространённых в тропиках, субтропиках и умеренных областях обоих полушарий. В системе классификации APG II семейство относится к порядку Падубоцветные, входящему в группу эвастериды II.

## Биологическое описание
Листья у падубовых обычно простые очерёдные, кожистые. Их верхняя поверхность обычно тёмно-зелёная и блестящая, в то время как нижняя — более светлая и матовая.
Цветки у многих представителей этого семейства однополые, преимущественно двудомные, собраны в метельчатые или зонтиковидные соцветия, имеют приятный аромат.
Плод — костянка с мясистым околоплодником, окрашенным в красный, жёлтый или чёрный цвет.

## Применение
Многие виды падуба — декоративные растения, используемые для озеления. Выведено несколько сот гибридов и садовых форм.
Из нескольких видов падуба с древних времён готовят тонизирующие напитки (в Южной Америке этот напиток называется мате, его готовят из сушёных листьев Падуба парагвайского (Ilex paraguariensis).
Древесина многих видов падуба используется для изготовления столярных изделий.

## Роды
В семействе два или три рода и около пятисот видов.
Род Немопантус (Nemopanthus) — монотипный, его естественный ареал — часть Северной Америки, близкая к атлантическому побережью.
Род Падуб (Ilex) включает 400—500 видов и распространён очень широко, при этом наибольшее видовое разнообразие наблюдается в Восточной Азии, Полинезии и в Южной Америке.
Род Байрония (Byronia) признан не всеми систематиками — в него включают около двадцати наиболее примитивных азиатских и полинезийских видов падуба.